# Le Sexe noir
 Pour plus de détails, voir Fiche technique et Distribution
Le Sexe noir (Sesso nero) est un film pornographique réalisé par Joe D'Amato en 1978 et sorti en 1980. Le film est considéré comme étant le premier film pornographique hardcore italien.

## Synopsis
Accro au sexe violent et coureur de jupons insatiable, Mark Lester apprend qu'il est atteint d'une hypertrophie de la prostate nécessitant une ablation à court terme, sous peine d'y perdre la vie, censé le rendre impuissant. Avant l'opération, l'homme marié décide de se rendre à Saint-Domingue pour retrouver l'autochtone Maira, une ancienne conquête dont il était follement amoureux. A son arrivée, il est persuadé de la voir à chaque coin de rue alors qu'un de ses amis lui annonce qu'elle est décédée depuis une dizaine d'années. Suspectant le père de la défunte, pratiquant le vaudou, de le rendre paranoïaque, Lester est absorbé dans une spirale infernale dans laquelle présent et passé se mélangent. Il a perdu la notion du temps, et sa raison commence à vaciller...

## Histoire
Le film, tourné en République dominicaine, appartient à la période dite « érotico-exotique » (periodo erotico-esotico) du réalisateur avec Papaya dei Caraibi, Orgasmo nero, La Nuit fantastique des morts-vivants, Porno Holocaust, Hard Sensation, Porno Esotic Love et Paradiso blu.

## Fiche technique
- Titre italien : Sesso nero
- Titre français : Le Sexe noir
- Réalisation : Joe D'Amato
- Scénario : George Eastman (crédité comme Luigi Montefiori)
- Photographie : Enrico Biribicchi
- Montage : Ornella Micheli
- Scénographie: Ennio Michettoni
- Musique : Nico Fidenco
- Manager de production : Oscar Santaniello
- Pays d'origine :  Italie
- Langue originale : italien
- Lieu de tournage :  République dominicaine
- Format : 35 mm - 1.85 : 1 - Couleurs - son : mono
- Genre : Drame - pornographie
- Durée : 79 minutes
- Dates de sortie :
  -  Italie : 30 mai 1980
  -  Espagne : 28 mai 1984
- Autres titres :
  -  Espagne : Sexo negro
  -  États-Unis : Orgasmo Nero III (titre international)
  -  Allemagne : Orgasmo nero III - Schwarze Haut auf weissem Sand (DVD)
  -  Grèce : Mavros erotismos

## Distribution
- Mark Shannon : Mark Lester
- George Eastman: l'ami de Frank
- Lucía Ramírez : Lucia, la petite amie de Mark
- Annj Goren : le fantôme de la petite amie
- Fernando Arcangeli : strip-teaseur du nightclub
- Sandy Samuel : danseuse du nightclub